# Pulau Ujong
Pulau Ujong (en malayo: literalmente significa "isla al final de la península"; en inglés: Singapore Island) también conocida simplemente como la isla de Singapur, es la isla principal de la ciudad-estado asiática de Singapur. Es la más importante del territorio insular en términos de superficie y población. Como la forma más fácil de hacer referencia a ella era llamarla Singapur, tanto al viajar desde el estrecho de Malaca hasta el mar del Sur de China, o viceversa, se le dio ese nombre a la isla. Al igual que con el antiguo nombre de Johor, llamada antes Ujong Tanah que significa "final de la tierra", la isla era más conocida por los orang laut como Pulau Ujong que literalmente significa "fin de la isla". La referencia temprana en chino P'u Luo Chung  (蒲罗中) corresponde a la referencia malaya anterior conocida como Pualau Juong. En el siglo XVIII, la isla también fue conocida como Pulau Panjang (isla Larga).